# چاکیل‌لار (آردانوچ)
چاکیل‌لار (به ترکی استانبولی: Çakıllar) یک منطقهٔ مسکونی در ترکیه است که در آردانوچ واقع شده‌است. چاکیل‌لار ۵۶ نفر جمعیت دارد.